# 秋葉京子
秋葉 京子（あきば きょうこ、1948年（昭和23年） - ）は、日本の声楽家（メゾソプラノ）、音楽教育者。

## 経歴
千葉県出身。1971年（昭和46年）東京藝術大学卒業、1973年（昭和48年）同大学院修了。大学院在学中、二期会のヴェルディ『リゴレット』マッダレーナとジョヴァンナに抜擢されデビューしたのに続き、文化庁の青少年芸術劇場でビゼー『カルメン』タイトル・ロールで全国10ヶ所の舞台を踏む。大橋國一の推挙によりケルンに留学。1979年（昭和54年）ケルン国立音楽大学を首席で卒業。留学中、ゲルゼンキルヒェン歌劇場に客演。また、ザルツブルクのサマーアカデミーでの演奏会で、ブラウンシュヴァイク国立劇場のモーツァルト『フィガロの結婚』ケルビーノ役を探していたイアン・ホレンダー（ウィーン国立歌劇場総監督）の目にとまり、1980年（昭和55年）ブラウンシュヴァイク国立劇場と専属契約を結ぶ。1984年（昭和59年）からオルデンブルク国立劇場、そして1991年（平成3年）からシュレースヴィヒ＝ホルシュタイン州立フレンスブルク劇場と専属契約。
日本国内においては、秋山和慶、高関健、小澤征爾、モーシェ・アツモン、朝比奈隆、小林研一郎等の主要指揮者をはじめ、ＮHK交響楽団、新日本フィルハーモニー交響楽団、日本フィルハーモニー交響楽団、東京交響楽団、東京都交響楽団、広島交響楽団、東京フィルハーモニー交響楽団などの主要オーケストラと度々共演している。
音楽教育者としては、国立音楽大学音楽学部教授を務めた。門下生に髙田智宏、髙田智士、葛西健治、柴田紗貴子、清野友香莉、金子響などがいる。
二期会会員。二期会オペラ研修所において特別指導（ドイツ語指導）を担当していた。

## 家族
- 兄は元広島市長の秋葉忠利[13]

## 主なレパートリー

### オペラ
- モーツァルト『フィガロの結婚』ケルビーノ、マルチェリーナ
- モーツァルト『コジ・ファン・トゥッテ』ドラベッラ
- リヒャルト・シュトラウス『サロメ』ヘロディアス
- リヒャルト・シュトラウス『ナクソス島のアリアドネ』作曲家
- ワーグナー『トリスタンとイゾルデ』ブランゲーネ
- ワーグナー『タンホイザー』ヴェーヌス
- ワーグナー『神々の黄昏』ヴァルトラウテ（演奏会形式）
- ヴェルディ『リゴレット』マッダレーナ
- ヴェルディ『ドン・カルロ』エボリ公女
- ヴェルディ『仮面舞踏会』ウルリカ
- ヴェルディ『ファルスタッフ』クイックリー夫人等、50を超える。
- ビゼー『カルメン』タイトル・ロールは1000回公演を達成しているという[2]。

### コンサート・歌曲等
- バッハ『マタイ受難曲』
- モーツァルト『レクイエム』
- ベートーヴェン『第九』
- ベートーヴェン『ミサ・ソレムニス』
- ブラームス『アルト・ラプソディー』
- ヴェルディ『レクイエム』
- マーラー『嘆きの歌』
- マーラー『子供の不思議な角笛』
- マーラー『大地の歌』
- マーラー交響曲第8番『千人の交響曲』
- マーラー『亡き子をしのぶ歌』等

## 受賞歴
- 全日本学生音楽コンクール声楽部門第１位[3]

## ディスコグラフィー
- SACDハイブリッド ベートーヴェン交響曲第9番 指揮: 小林研一郎、ソプラノ: 菅英三子、メゾソプラノ: 秋葉京子、テノール: 錦織健、バリトン: 青戸知、日本フィルハーモニー交響楽団 Exton[14]
- SACDハイブリッド ベートーヴェン交響曲第9番 指揮: 朝比奈隆、ソプラノ: 豊田喜代美、メゾソプラノ: 秋葉京子、テノール: 林誠、バリトン: 高橋啓三、新日本フィルハーモニー交響楽団、晋友会合唱団、合唱指揮: 関屋晋 フォンテック[14]
- CD3枚組 作曲: 三枝成彰 台本: 島田雅彦 オペラ忠臣蔵 全3幕 Sony classical[1]